# Velvet Hammer Music and Management Group
Velvet Hammer Music and Management Group er et udviklings, rådgivningsfirma og pladeselskab for musikere i Hollywood, Californien, USA. De nuværende klienter består af Afghan Raiders, Alice in Chains, Coheed and Cambria, Cypress Hill, Deftones, Jackson Guthy, Scars on Broadway, Sparta, System of a Down og Touche Amore. Selskabet blev dannet tilbage i 1997 af David "Beno" Benveniste. Her begyndte han sin karriere ved i 1998 at etablere et samarbejde med det alternative metal-band System of a Down til promovation af deres musik. Ud fra dette udvidede han yderligere sit selskab med Streetwise Concepts and Culture underafdelingen, som var baseret på frivillige fans som via mund til mund og båndbytning promoverede gruppen. Efter tre år havde han opbygget en skare på over 30.000 unge via græsrods- og mund-til-mund promovering.

## Fodnoter
1. ↑  Official site. Clients (Webside ikke længere tilgængelig) Retrieved 2008-09-09.
2. ↑  Houser, Kristen (2011-03-14). "Interview With David "Beno" Benveniste". LA Music Blog. Arkiveret fra originalen (HTML) 9. oktober 2011. Hentet 2011-04-04.
3. ↑   Graff, Gary (2010-04-30). "Alice in Chains, Deftones, Mastdon Team For BlackDiamondSkye Tour" (HTML). Billboard. Hentet 2011-04-04.
4. ↑   Strauss, Neil (2000-05-04). "Out on the Street, Cyber or Otherwise" (HTML). The New York Times. Hentet 2011-04-04.
5. ↑  Ressner, Jeffrey (2001-07-23). "Search for a Perfect Pitch". Time. Arkiveret fra originalen (HTML) 6. december 2008. Hentet 2011-04-04.